# Babyteeth
Babyteeth is een Australische film uit 2019, geregisseerd door Shannon Murphy naar een scenario van Rita Kalnejais, gebaseerd op haar gelijknamige toneelstuk.

## Verhaal
De psychiater Henry en zijn vrouw Anna zijn de ouders van Milla, die kanker heeft. In eerste instantie wil de opstandige tiener haar ouders uit de middenklasse choqueren als ze de drugsverslaafde Moses, die ze op het treinstation heeft ontmoet, mee naar huis neemt voor het avondeten. Ze wordt echter verliefd op de veel oudere schoolverlater.
Als psychiater schrijft Milla's vader ook psychotrope medicijnen voor, ook aan zijn eigen vrouw. Als Moses meerdere keren in hun huis inbreekt om medicijnen van Milla's vader te stelen, reageren Henry en zijn vrouw verrassend kalm. Ten slotte biedt Henry zelfs aan om bij Mozes te wonen en hem van materiaal te voorzien, zolang hij voor zijn dochter zorgt.

## Rolverdeling
| Acteur         | Personage    |
| -------------- | ------------ |
| Eliza Scanlen  | Milla Finlay |
| Toby Wallace   | Moses        |
| Essie Davis    | Anna Finlay  |
| Ben Mendelsohn | Henry Finlay |

## Productie
De opnames vonden voornamelijk plaats in Sydney en New South Wales. De muziek van Babyteeth werd gecomponeerd door Amanda Brown. Het bijbehorende originele soundtrackalbum werd in 2020 uitgebracht als 4-track ep.

## Release
De film ging in première op 4 september 2019 op het Filmfestival van Venetië.

## Ontvangst
Op Rotten Tomatoes heeft Babyteeth een waarde van 94% en een gemiddelde score van 7,90/10, gebaseerd op 155 recensies. Op Metacritic heeft de film een gemiddelde score van 77/100, gebaseerd op 30 recensies.

## Prijzen en nominaties
De belangrijkste:
| Jaar | Prijs                           | Categorie                                | Genomineerde(n)                                      | Uitslag     |
| ---- | ------------------------------- | ---------------------------------------- | ---------------------------------------------------- | ----------- |
| 2019 | Filmfestival van Venetië        | Gouden Leeuw                             | Shannon Murphy                                       | Genomineerd |
| 2019 | Filmfestival van Venetië        | Marcello Mastroianni Award               | Toby Wallace                                         | Gewonnen    |
| 2019 | Filmfestival van Londen         | Sutherland Trophy                        | Shannon Murphy                                       | Genomineerd |
| 2020 | AACTA Awards                    | Beste film                               | Alex White                                           | Gewonnen    |
| 2020 | AACTA Awards                    | Beste regie                              | Shannon Murphy                                       | Gewonnen    |
| 2020 | AACTA Awards                    | Beste scenario, origineel of bewerkt     | Rita Kalnejais                                       | Gewonnen    |
| 2020 | AACTA Awards                    | Beste acteur in een hoofdrol             | Toby Wallace                                         | Gewonnen    |
| 2020 | AACTA Awards                    | Beste actrice in een hoofdrol            | Eliza Scanlen                                        | Gewonnen    |
| 2020 | AACTA Awards                    | Beste acteur in een bijrol               | Ben Mendelsohn                                       | Gewonnen    |
| 2020 | AACTA Awards                    | Beste actrice in een bijrol              | Essie Davis                                          | Gewonnen    |
| 2020 | AACTA Awards                    | Beste cinematografie                     | Andrew Commis                                        | Genomineerd |
| 2020 | AACTA Awards                    | Beste montage                            | Steve Evans                                          | Genomineerd |
| 2020 | AACTA Awards                    | Beste originele muziek                   | Amanda Brown                                         | Gewonnen    |
| 2020 | AACTA Awards                    | Beste geluid                             | Sam Hayward, Angus Robertson, Rick Lisle, Nick Emond | Genomineerd |
| 2020 | AACTA Awards                    | Beste productieontwerp                   | Sherree Philips                                      | Genomineerd |
| 2020 | AACTA Awards                    | Beste casting                            | Kirsty McGregor, Stevie Ray                          | Gewonnen    |
| 2021 | Guldbagge                       | Beste buitenlandse film                  | Shannon Murphy                                       | Genomineerd |
| 2021 | British Independent Film Awards | Beste internationale onafhankelijke film | Shannon Murphy, Alex White, Rita Kalnejais           | Genomineerd |
| 2021 | BAFTA Awards                    | Beste regisseur                          | Shannon Murphy                                       | Genomineerd |